# Tarawa
Tarawa er en atol og hovedstaden i Republikken Kiribati, i Mikronesien-regionen i det centrale Stillehav. Den omfatter North Tarawa, som har 6.629 indbyggere og minder meget om andre mere fjerntliggende øer i Gilbertøerne, og South Tarawa, som pr. 2015 havde 56.388 indbyggere, halvdelen af Kiribatis samlede befolkning.
Slaget om Tarawa under Anden Verdenskrig fandt sted ved atollen.

## Etymologi
Tarawa er en gammel kiribatisk form for Te Rawa, der betyder "passagen" (af lagunen), og henviser til den usædvanlig store skibskanal til lagunen. I den folkelige etymologi, der er baseret på Kiribati-mytologien adskilte Nareau, den guddommelige edderkop, Karawa, himlen, fra Marawa, havet, fra Tarawa, landet.

## Geografi
Tarawa har en 500 km2 stor lagune et bredt rev. Lagunen er vidt åben mod havet med et bredt område for skibspassage. Området, der naturligt er rigt på liv af fisk og skaldyr af enhver art, er belastet af den store og voksende befolkning. Tørke er hyppig, men der er i normale år tilstrækkelig nedbør til at opretholde brødfrugt-, papaya- og banantræer samt kokosnød og pandanus.
North Tarawa består af en række øer og holme fra Buariki i nord til Buota i syd. Øerne er adskilt af brede kanaler, der bedst krydses ved lavvande. Der er færgeforbindelse mellem Buota og Abatao. Der er fra Buota vejforbindelse til South Tarawa via en bro.
På South Tarawa er konstrueret vejdæmninger, der har skabt en sammenhængende stribe land fra Betio i vest til Tanaea i nordøst. Tidligere var Benito, hvor slaget ved Tarawa fandt sted, kun 291 hektar stor.
Tarawa har et tropisk regnskovsklima under Köppen-klimaklassificeringen. Klimaet er behageligt fra april til oktober med overvejende nordøstlige vinde og stabile temperaturer tæt på 30 C. Fra november til marts bringer kraftige vinde regn og lejlighedsvise cykloner. 
Nedbør varierer betydeligt mellem øerne. I den nordlige del af Gilbertøerne er det årlige gennemsnit 3.000 mm regn og i syd 500 mm regn. De fleste af disse øer ligger i det tørre bælte i den ækvatoriale oceaniske klimazone og oplever langvarig tørke.

## Administration
Tarawa-atollen har tre administrative underafdelinger: Betio Town Council (BTC) på øen Betio, Teinainano Urban Council (TUC) fra Bairiki til Tanaea og Eutan Tarawa Council (ETC), for North Tarawa bestående af alle øerne på østsiden af Buota og nordover. Betydningen af Te inainano er på gilbertesisk "ned ad masten", hvilket hentyder til atollens form som et sejl.
Hovedstaden i Republikken Kiribati er beliggende på South Tarawa og var også administrativt centrum for Gilbert- og Elliceøerne fra 1895. Parlamentet ligger i Ambo, og præsidentresidens er i Bairiki. Kontorerne for regeringens forskellige ministerier er beliggende spredt fra Betio i den sydvestlige spids til Nawerewere (på en østlig ø i kæden), tæt på Bonriki (International Lufthavn) og Temwaiku. Bosættelser på North Tarawa omfatter Buariki, Abaokoro, Marenanuka og Taborio.

### Diplomatiske missioner
Der findes fire bosiddende diplomatiske missioner: Ambassader fra Kina (lukket i 2003, genåbnet i 2020) og Japan (åbnet i 2023) og Australiens og New Zealands højkommissionater. FN er også til stede i Kiribati, herunder UNICEF, UNDP, UNFPA, UNOPS, UN Women, WHO og FAO.

## Historie
I Kiribatisk mytologi var Tarawa verden, da landet, havet og himlen endnu ikke var blevet spaltet ud af edderkoppen Nareau. Efter at have delt verden op i himlen (karawa) og havet (marawa), kaldte Nareau det klippestykke, som Riiki (en anden gud, som Nareau fandt) havde stået på, da han løftede himlen, for Tarawa. Nareau skabte derefter resten af øerne i Kiribati og også Samoa.
Gilberterne ankom til øerne for tusinder af år siden, og der har været migrationer til og fra Gilbert-øerne siden antikken.
Kulstofdatering og DNA-analyser bekræfter, at der var bosættelser på Gilbert-øerne omkring 200 f.Kr. Befolkningen i Tungaru (Gilbertesernes oprindelige navn) er stadig dygtige søfarere, der er i stand til at krydse havet i lokalt fremstillede fartøjer ved hjælp af traditionelle navigationsteknikker.
Thomas Gilbert, kaptajn på East India Company-skibet Charlotte, var den første europæer, der beskrev Tarawa, og ankom til øen den 20. juni 1788, dog uden at gå i land. Han kaldte øen Matthew Island efter ejeren af sit skib Charlotte. Han gav lagunen navnet Charlotte Bay.
Øen blev i 1841 undersøgt af US Exploring Expedition.
I ni generationer var øen delt mellem to stridende fraktioner, Auatubu og Teabike, indtil 1892, hvor det britiske skib HMS Royalist ankom og kaptajn Edward Davis proklamerede, at øen nu var et britisk protektorat. Dette reddede Auatubu fra massakre; dagen før var de blevet slemt besejret af Teabike. En gammel kvindelig øboer beskrev situationen:
"I de dage var døden til højre og venstre. Hvis vi vandrede nordpå, blev vi dræbt eller voldtaget. Hvis vi vandrede sydpå, blev vi dræbt eller voldtaget. Hvis vi vendte tilbage i live fra at have været gået ud, blev vi dræbt af vores, det sagde, at vi var gået ud for at blive voldtaget. Det var virkelig retfærdigt; for en kvinde, der ikke adlyder sin mand, er en kvinde uden betydning, og det betyder ikke noget, hvordan hun dør. Nu, hvor der ikke er drab og krig, er livet i vores landsbyer smukt... Se, min søn og mit barnebarn! De ville være døde med mig den dag i Nea, hvis ikke krigsskibet var ankommet. Og de der (peger på børnebørn og oldebørn) ville aldrig være blevet født. Vi lever, fordi Kuini Kabitorias (Dronning Victoria, red.) regering bragte fred til os, og her sidder jeg og fletter denne måtte til at blive begravet i på grund af den kvindes venlighed, med alle mine generationer omkring mig til at pakke mig ind i den, når jeg dør."
Spændinger mellem Auatubu og Teabike grundet krav på jord bestod dog i i årevis bagefter.
Charles Richard Swayne, den første bosiddende kommissær, besluttede at etablere det centrale hovedkvarter for Protektoratet Gilbert and Ellice Islands i Tarawa i 1895. Tarawa Post Office åbnede den 1. januar 1911.
Sir Arthur Grimble var en administrativ kadetofficer med hovedkvarter i Tarawa (1913-1919). Han blev Resident Commissioner for Gilbert and Ellice Islands kolonien i 1926.
Under Anden Verdenskrig blev Tarawa besat af japanerne. Fra den 20. november 1943 var Tarawa skueplads for det blodige slag ved Tarawa. Den dag gik amerikanske marinesoldater i land på Tarawa, hvor de kæmpede mod japanske marinesoldater, der forskanset sig i nedgravede stillinger på atollen. Efter 76 timers intense kampe erobrede de amerikanske styrker øen.
De voldsomme kampe blev optaget i en dokumentarfilm produceret af Combat Photographers of Second Marine Division med titlen With the Marines at Tarawa. Filmen blev udgivet i marts 1944 efter præsident Roosevelt havde givet tilladelse. Filmen var en af de første film, der viste offentligheden filmoptagelser af amerikanske soldater, der blev dræbt. USA byggede baser på øen.